# ثمينه علي
زينب علي (بالإنجليزية: Samina Ali)‏، وتطلق على نفسها اسم سامينا علي Samina Ali، كاتبة أمريكية مسلمة من أصل هندي، ولدت في حيدر أباد، عام 1969.

## نشأتها
من عائلة مسلمة شيعية في الهند، هاجر والداها إلى الولايات المتحدة بعد ولادتها بسته أشهر. كان والدها يرسلانها إلى الهند ستة أشهر كل سنة لتدرس في دير روزاري.
حصلت على شهادتها الجامعية الأولى في 1993، من جامعة مينيسوتا، في اللغة الإنجليزية. ثم الماجستير من جامعة أوريغون. تعيش حاليا مع ابنها إسماعيل (والده تيم ماكسويل) في سان فرانسيسكو.

## إصابتها
أثناء ولادتها ابنها إسماعيل أصيبت بنوبة أثر تعرضها لنزيف دماغي وبقيت في غيبوبة متقطعة لمدة شهر. وعانت وقتها من فشل كلوي وتم فتح الجمجمة لامتصاص السوائل الزائدة. أخبر الأطباء أهلها أنها ستكون محظوظة إذا توفت. حسب قولها أن معجزة أصابتها جعلتها تتغلب على مشاكلها الطبية وعادت لممارسة حياتها الطبيعية.

## بنات هاجر
زينب هي واحدة من سبع مؤسسين لمنظمة بنات هاجر Daughters of Hajar، المنظمة التي تدعو إلى مساواة بين الرجال والنساء في أماكن الصلاة وكانت ضمن مجموعة قامت باقتحام قاعات الرجال في مسجد المركز الإسلامي في مورغان تاون، وست فرجينيا، يوم الجمعة 4 يونيو 2004. بدأت المنظمة حملة أسمتها (إستردي مسجدكي) على نطاق الولايات المتحدة وتهدف هذه الحملة لإنشاء الضغط الكافي لتمرير قانون لحقوق مساواة النساء في المساجد.
باقي الأعضاء الستة المؤسسون هم: نبيلة عبد الغفور (شاعرة)؛ ابنتها سليمه عبد الغفور، (مؤلفة كتاب الجيلِ الجديد للنساء المسلمات الأمريكيات)؛ ساره الطنطاوي (إعلامية بشبكة فوكس)؛ مهجة كهف (أستاذ مشارك في جامعة آركانساس ومؤلفة كتاب الاعتراضات الغربية للمرأة المسلمة، ورسائل شهرزاد الإلكترونية)؛ ساجدة نعماني (رئيسة منظمة مسلمي مورغان تاون وأصدقائهم)؛ وإبنتها إسراء نعماني (مراسلة سابقة لصحيفة الوول ستريت ومؤلفة كتاب أقف وحيدة في مكة).

## مِدْراس في أيامِ ممطرة

مسح ضؤي لصفحة معلومات الرواية يظهر اسم زينب علي ضمن معلومات الكتاب

روايتها الوحيدة مِدْرأس في أيامِ ممطرة جلبت لها شهرة غير متوقعة حيث قامت زميلاتها الصحافيات في منظمة بنات هاجر بالدعاية لها بصورة مكثفة حيث تم إدراج موضوع مشاكلها الصحية أثناء الولادة وغيبوبتها وتم الإدعاء بأنها أول أمريكية مسلمة من أصل هندي تكتب رواية. أقبل القراء على الرواية وتم اختيارها كواحدة من أفضل خمس روايات لمبتدئين لسنة 2005 وذلك من قبل كل من مجلة الكُتّأب والشعراء وجائزةَ مراجعي كتابِ كاليفورنيا. تم تسليمها عدة منح وجوائز على كتاباتها من صندوق باربرة ديمنج ومؤسسة رونا جافي. وشاركت في مؤتمر بين/فولكنر حيث ناقشت دور الإسلامِ في روايتها الأولى.
كتبت روايتها على عدة مراحل وأعادت كتابتها بالكامل بعد أحداث 11 سبتمبر. تتكلم فيها عن رحلة مسلمة أمريكية من الكبت إلى الحرية، حيث تتحدث عن فتاة هندية أمريكية مسلمة، تعيش تناقض المجتمعين الأمريكي والهندي، حيث تسكر وتنام مع صديقها الأمريكي، ثم تتزوج زواجا تقليديا، بعد أن حملت من صديقها الأمريكي، وهو شاب مسلم، شاذ جنسيا، يريد الوصول للولايات الأمريكية الأمريكية ليمارس شذوذه بعيدا عن مجتمعه المسلم المتزمت في الهند، والذي لم يستطع إرضائها جنسيا لمدة شهرين من الزواج، وكيف رفضت أم زوجها فكرة أنفصالها. قامت الكاتبة بالتركيز على الدم في معظم أنحاء روايتها، حيث ذكرت كيفية قتل العنزة في احتفال الزفاف بواسطة منجل، وهو الأمر الذي يعارض الشريعة الإسلامية، ويظهر جهلها بأبسط الممارسات الدينية، كما ركزت على الدم الذي يجب أن يخرج لدى اللقاء الزوجي ويوضع على قماش أبيض ليظهر عفة الزوجة وعلى برك الدماء حسب وصفها التي تنتج من ضرب الشيعة أنفسهم بالحديد والسكاكين في مسيراتهم، هذه المسيرات الدموية التي تتعارض مع احتفالات الهندوس في نهاية الرواية.
الكثير ألمحوا إلى أن الرواية هي سرد لوقائع حدثت مع زينب نفسها.

## تراجم أعمالها
قام مجموعات نسائية ضخمة بدعم زينب ماديا، وتمت ترجمت روايتها إلى العديد من اللغات، وحصلت على جائزة أفضل رواية أولى مترجمة لسنة 2005 في فرنسا. ويوجد مشروع حاليا لترجمة روايتها للعربية.

## محاضراتها
شاركت في سلسلة محاضرات الإسلام في الغرب، المدعومة من قبل مركز الدراسات الشرق الأوسطية في جامعة هارفرد، والتي أقيمت تحت إشراف الفرنسية Jocelyne Cesari (وهي من رشح زينب لجائزة أفضل رواية أولى مترجمة في فرنسا) حيث قدمت يوم 15 ديسمبر 2005 محاضرة بعنوان «كيف تشعرين عندما تكونين امرأة، أمريكية ومسلمة».

## وصلات خارجية
- موقع زينب علي
- مجلة الكُتّابَ والشعراءَ
- منظمة بنات هاجر
- دعاية الكتاب لدى موقع استيقظوا يا مسلمين - الموقع الذي دعم أمنة ودود التي أمت أول صلاة جمعة مختلطة
- مقالة عن منظمة بنات هاجر بقلم إساء نعماني
- موقع إسراء نعماني
- ترجمة مقدمة رواية مدراس في أيامِ ممطرة لعلاء الدين رمضان
- دعوة محاضرة بعنوان كيف تشعرين عندما تكونين امرأة، في جامعة هارفرد